# Sebastian Winterø
Sebastian Winterø, född 13 maj 1974, är en dansk fotograf. Han har filmat många danska filmer men även några svenska som till exempel Linas kvällsbok och Pressure. Han fick det danska dokumentärfilmspriset GuldDok för bästa foto för dokumentären The Swenkas.